# Drasteria grandirena
Drasteria grandirena là một loài bướm đêm thuộc họ Erebidae. Loài này có ở Ontario, Quebec và Nova Scotia, phía nam đến at lĐông Georgia phía tây đến at lĐông Arkansas
Sải cánh dài khoảng 35 mm. Con trưởng thành bay từ tháng 3 đến tháng 8 in California.
Ấu trùng ăn Hamamelis virginiana.